# Пикопланктон

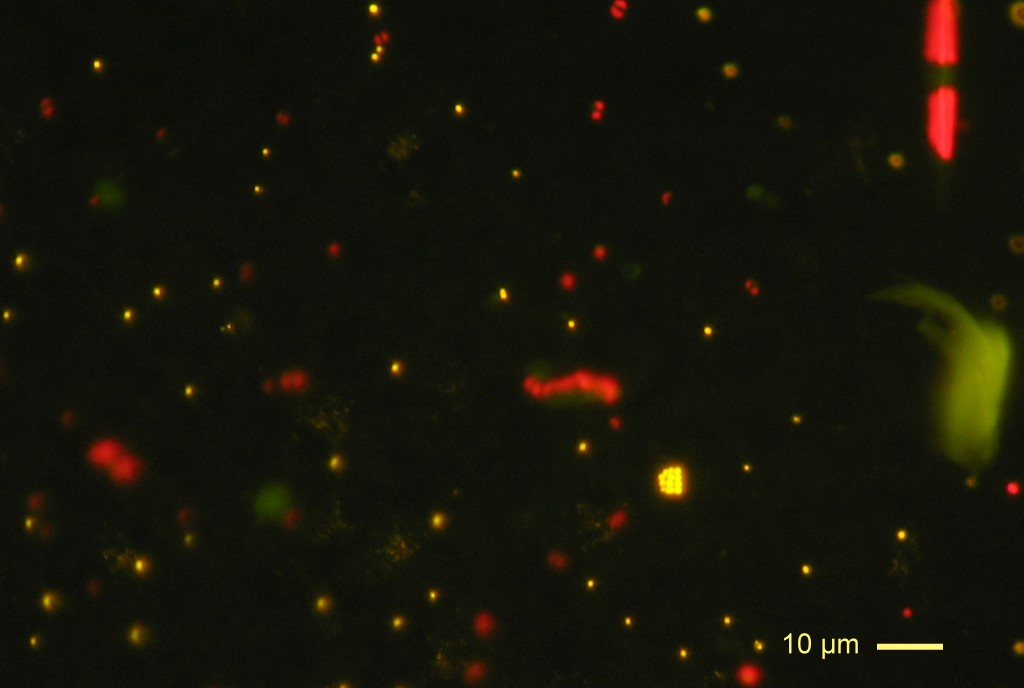
Фотосинтетический пикопланктон из Тихого океана (у Маркизских островов, наблюдаемый с помощью эпифлуоресцентной микроскопии (синий возбуждающий свет). Оранжевые флуоресцентные точки соответствуют цианобактериям Synechococcus, красные флуоресцентные точки — пикоукариотам. Также можно увидеть более крупные клетки (например, диатомовые, справа вверху)

Пикопланктон — это фракция планктона, состоящая из клеток размером от 0,2 до 2 мкм, которые могут быть как прокариотическими, так и эукариотическими фототрофами и гетеротрофами.
Распространён среди микробных сообществ планктона как пресноводных, так и морских экосистем. Играет важную роль в составлении значительной части общей биомассы сообществ фитопланктона.

## Классификация
Планктон можно классифицировать на основе физиологических, таксономических или размерных характеристик. Общая классификация планктона включает в себя:
- Бактериопланктон
- Фитопланктон
- Зоопланктон

Существует более простая схема, которая классифицирует планктон на основе логарифмической шкалы размеров:
- Макропланктон (200—2000 мкм)
- Микропланктон (20—200 мкм)
- Нанопланктон (2—20 мкм)
- Пикопланктон (0,2—2 мкм)
- Фемтопланктон (0,02—0,2 мкм)
- Ультрапланктон (менее 0,02 мкм).

У пикопланктона есть свои собственные дополнительные подразделения, такие как прокариотические и эукариотические фототрофы и гетеротрофы, которые распространены по всему миру в различных типах озёр и тропических государствах. Чтобы различать автотрофный пикопланктон и гетеротрофный пикопланктон, автотрофы могут иметь фотосинтетические пигменты и способность проявлять аутофлуоресценцию, что позволяет проводить их подсчёт под эпифлуоресцентной микроскопией. Так впервые стали известны мельчайшие эукариоты. В целом, пикопланктон играет важную роль в олиготрофных озёрах, потому что они способны очень эффективно производить и затем перерабатывать растворённое органическое вещество (DOM) в условиях, когда конкуренция других фитопланктонов нарушается такими факторами, как ограничение питательных веществ и хищники. Пикопланктон ответственен за наиболее первичную продуктивность в олиготрофных круговоротах и отличается от нанопланктона и микропланктона. Поскольку они маленькие, они имеют большее отношение поверхности к объёму, что позволяет им получать дефицитные питательные вещества в этих экосистемах. Кроме того, некоторые виды также могут быть миксотрофными.

## Роль в экосистемах
Пикопланктон вносит большой вклад в биомассу и первичную продукцию как в морских, так и в пресноводных озёрных экосистемах. В океане концентрация пикопланктона составляет 105—107 клеток на миллилитр воды океана. Водорослевый пикопланктон отвечает за до 90 процентов общего производства углерода ежедневно и ежегодно в олиготрофных морских экосистемах. Количество общего производства углерода пикопланктоном в олиготрофных пресноводных системах также является высоким, составляя 70 процентов от общего годового производства углерода. Морской пикопланктон составляет более высокий процент производства биомассы и углерода в олиготрофных зонах, таких как открытый океан, по сравнению с районами у берега, которые более богаты питательными веществами. Их процентное содержание биомассы и углерода также увеличивается с увеличением глубины в эвфотической зоне. Это связано с использованием фотопигментов и эффективностью использования сине-зелёного света на этих глубинах. Плотность населения пикопланктона не колеблется в течение года, за исключением нескольких небольших озёр, где их биомасса увеличивается с повышением температуры воды в озере.
Пикопланктон также играет важную роль в микробной петле этих систем, помогая обеспечивать энергией более высокие трофические уровни. Они пасутся различным количеством организмов, таких как жгутиконосцы, инфузории, коловратки и веслоногие ракообразные. Жгутиконосцы являются их основным хищником из-за их способности плыть к пикопланктону для его потребления.

## Океанический пикопланктон
Пикопланктон играет важную роль в круговороте питательных веществ во всех основных океанах, где он существует в наибольшем количестве. Он имеют много особенностей, которые позволяют ему выживать в этих олиготрофных (с низким содержанием питательных веществ) и слабых регионах, таких как использование нескольких источников азота, включая нитрат, аммоний и мочевину. Небольшой размер и большая площадь поверхности обеспечивают эффективное поглощение питательных веществ, поглощение падающего света и рост организма. Небольшой размер также обеспечивает минимальное метаболическое поддержание.
Пикопланктон, в частности фототрофный пикопланктон, играет значительную роль в производстве углерода в открытой океанической среде, что в значительной степени способствует глобальному производству углерода. Вклад первичной продуктивности вносят как в олиготрофные, так и в глубокие зоны океанов. Пикопланктон доминирует в биомассе в районах открытого океана.
Пикопланктон также образует основу водных микробных пищевых сетей и является источником энергии в микробной петле. Все трофические уровни в морской пищевой сети зависят от производства углерода пикопланктоном и увеличения или потери пикопланктона в окружающей среде, особенно в олиготрофных условиях. Морские хищники пикопланктона включают в себя гетеротрофных жгутиконосцев и инфузорий. Простейшие являются доминирующим хищником пикопланктона. Пикопланктон часто теряется в результате таких процессов, как выпас скота, паразитизм и вирусный лизис.

## Измерение
За последние 10—15 лет морские учёные постепенно начали понимать важность даже самых маленьких подразделений планктона и их роль в водных пищевых сетях и в переработке органических и неорганических питательных веществ. Следовательно, возможность точного измерения биомассы и распределения по размерам сообществ пикопланктона в настоящее время стала весьма важной. Двумя распространёнными методами, используемыми для идентификации и подсчёта пикопланктона, являются флуоресцентная микроскопия и визуальный подсчёт. Однако оба метода устарели из-за их трудоёмкого и неточного характера. В результате в последнее время появились новые, более быстрые и точные методы, в том числе проточная цитометрия и флуоресцентная микроскопия с анализом изображений. Оба метода эффективны при измерении нанопланктона и автофлуоресцентного фототрофного пикопланктона. Однако измерение очень маленьких диапазонов размеров пикопланктона часто оказывается трудным, поэтому устройства с зарядовой связью (ПЗС) и видеокамеры сейчас используются для измерения небольшого пикопланктона, хотя камера на основе ПЗС с медленным сканированием более эффективна при обнаружении и определении размеров крошечных частиц, таких как бактерии, окрашенные флуорохромом.